# Daniele Gangemi

Daniele Gangemi, 2022

Daniele Gangemi (* 18. Juni 1980 in Catania, Sizilien) ist ein italienischer Filmregisseur und Drehbuchautor.

## Filmografie
- 2003: Alter Ego (Kurzfilm)
- 2008: Una notte blu cobalto

## Auszeichnungen
- 2009 Platinum Award („Bestes Debüt“) des Independentfilmfestivals WorldFest Houston in Houston (Texas) für Una notte blu cobalto[1]